# Eija-Riitta Korhola
Eija-Riitta Korhola (née le 15 juin 1959 à Lahti) est une femme politique finlandaise, membre du Parti de la coalition nationale.

## Biographie
Elle est élue députée européenne lors des élections européennes de 1999 au nom des Chrétiens-démocrates, qu'elle quitte en 2003, pour rejoindre le Parti de la coalition nationale.
Au cours de la 7e législature au parlement européen, elle siège au sein de du groupe du Parti populaire européen. Elle est membre de la Commission de l'environnement, de la santé publique et de la sécurité alimentaire et de la délégation à l'Assemblée parlementaire paritaire ACP-UE ; elle a également été vice-présidente de la Commission du marché intérieur et de la protection des consommateurs de 2008 à 2012.
Elle retrouve brièvement le parlement européen le 1er juin 2024 à la suite de la démission de Petri Sarvamaa.